# Eléni Psarréa
Eléni Psarréa (en grec Ελένη Ψαρρέα), née en 1982, est une femme politique grecque.

## Biographie
Aux élections législatives grecques de janvier 2015, elle est élue députée au Parlement hellénique sur la liste de la SYRIZA dans la circonscription de la Messénie.
Le 21 août 2015, elle quitte la SYRIZA avec vingt-quatre autres députés dissidents pour créer Unité populaire.